# 敘利亞阿拉伯語
叙利亚阿拉伯语，是大多数叙利亚人日常沟通所使用的主要口語，是阿拉伯語的一種變體或方言。叙利亚阿拉伯语可分为两类，一类是伊拉克阿拉伯语，而另一类是黎凡特阿拉伯语。每一类根据地理位置可分为若干子类。叙利亚阿拉伯语是叙利亚阿拉伯化后的产物，主要是阿拉伯语与亞拉姆語（叙利亚语）——叙利亚自公元前十一世纪始到阿拉伯化之前使用的语言——相结合后产生的。一些研究人员称，其至少一半的词汇来自叙利亚语；除此之外，一些语法规则也与标准语不同，如大多数单词首字母的标符。尽管它作为一种口语没有精确的词法和句法，但是它也有一些特殊的语法，如在بكتب、بدرس、بنام等现在时单数动词前使用字母“الباء”，以及在منكتب、مندرس、منّام等现在时复数动词前使用字母“الميم”，还有一些在阿拉伯语中不存在的动词形式，如动词的现在进行式前加“عم”，像عمبكتب、عمبدرس。
叙利亚阿拉伯语在词汇和语调等方面与叙利亚语有着联系，因此它与附近黎凡特地区的其他方言也联系密切。叙利亚阿拉伯语主要是黎凡特阿拉伯语的一种方言。如果将叙利亚阿拉伯语与分布在黎巴嫩、约旦和巴勒斯坦的一些地区——特别是被称为“小大马士革”（دمشق الصغرى）的纳布卢斯——的阿拉伯语相比较，就会发现它们之间极其相似。“我们可以说，叙利亚、黎巴嫩、巴勒斯坦、约旦，在文化和社会方面是个统一体，其居民在语言上易于交流。”叙利亚阿拉伯语本身也可以根据地域分为若干子类。如字母“الألف”可因地域不同而有不同发音，比如“عشي”和“عشاء”。首先，內志阿拉伯语流通于代尔祖尔，而拉卡流通沙維雅（شاوية）方言，哈塞克通行ماردلية阿拉伯语，其与叙利亚大多数方言差异较大，反而更接近伊拉克阿拉伯语。其次，叙利亚阿拉伯语亦受土耳其语及法语影响，特别是某些食物的名字和专业及工具词汇。正如尔撒·马卢夫（عيسى معلوف）所说，叙利亚阿拉伯语中大约有六百个土耳其语词汇。除了在日常生活中使用外，叙利亚阿拉伯语还在在艺术和媒体（歌曲、电视剧、诗歌）中使用，但在学校和正式场合则不会使用。在阿拉伯文化复兴之前，官方文件用当地语言书写，而目前在正式场合和教学中则使用现代标准阿拉伯语。

## 結構

### 差異
敘利亞阿拉伯語可分為兩大類，每大類也可分為若干小類。譬如一個講「中部方言」的大馬士革人能分辨出另一個人講的是「沿海方言」，但是並不知道他是拉塔基亞还是塔爾圖斯的。這些方言間主要是字母「الألف」的區別，阿勒頗人將其讀作/eː/（如 عامل /ʕeːmel/），沿海地區讀作/oː/（/ʕoːmel/），而內地則讀作/ɔː/（/ʕɔːmel//）。
上述語音上的區別不能完全反映當代方言的差異，但仍影響著上述三個方言。在阿勒頗越來越多的人用/æ/代替/e/，而沿海地區的人則用/ɔ/代替/o/，至於大馬士革人則越來越多使用/ɔ/音。

### 主要分類
| - 西部方言，屬於黎凡特阿拉伯語： - 阿勒頗方言，流通於阿勒頗及其附近農村，和伊德利卜。伊德利卜省農村的方言有些特色。 - 杰卜莱方言，流通於拉塔基亞省及塔爾圖斯省。其字母「القاف」的發音與眾不同。 - 沿海方言，流通於敘利亞沿海地區如拉塔基亞、杰卜莱、巴尼亞斯、塔爾圖斯。受到黎巴嫩阿拉伯語的影響，其中塔爾圖斯是受黎巴嫩阿拉伯語影響最深的。 - 霍姆斯方言，流通於霍姆斯及其附近農村。其特色是將單詞的第一個字母的吞併，並將單詞末尾的「الألف」或「ة」合併為「الياء」，如「لُعبي」、「كبيري」等詞。 - 大馬士革方言，流通於大馬士革及其附近農村，和馬哈。與沿海方言一樣，其字母「الألف」富有特色。 - 約旦方言，流通於德拉省及庫奈特拉省的大部分地區。 - 蘇韋達方言，流通於蘇韋達省。其特色是字母「القاف」及「الضاد」。 | - 東部方言，屬於伊拉克阿拉伯語： - 敘利亞部落使用的內志方言，尤其在代爾祖爾。 - 沙維雅方言，流通於拉卡省和阿勒頗省東部的曼比季及其附近地區。 | - ماردلية阿拉伯語，流通於哈塞克省。當地語言受敘利亞語影響最為強烈。被認為不同於敘利亞阿拉伯語及伊拉克阿拉伯語。 |

## 例句
常見詞句
| 敘利亞阿拉伯語                            | 標準語                        |
| ----------------------------------------- | ----------------------------- |
| بدّي                                       | أريد                          |
| شو؟                                       | ماذا؟                         |
| شلونك؟                                    | كيف حالك؟                     |
| شلون؟                                     | كيف؟ (للاستفهام والتعجب)      |
| تئبرني                                    | دعاء ويعني (أفتديك بروحي)     |
| هون                                       | هنا                           |
| بريّ عليك                                  | برافو عليك/أحسنت!             |
| شِنّوو                                      | لأنهُ                          |
| أبضاي                                     | رجل يعتمد عليه                |
| زقرت/زكرت                                 | رجل يعتمد عليه                |
| هلأ                                       | الآن                          |
| شو عليه                                   | لا بأس!                       |
| يامو                                      | يا أمي                        |
| يابي (دمشق) / يوب (حلب) / أبوّي (اللاذقية) | يا أبي                        |
| أنو                                       | أنهُ                           |
| ولي على قامتي/آمتي                        | دعاء على النفس عند حدوث مشكلة |
| يلا                                       | يا الله وهي بمعنى هيّا بنا     |
| شبك؟                                      | ماذا بك؟ للسؤال عن الحال      |
| روح أو (درمل)                             | اذهب                          |
| يا زلمه                                   | يا رجل                        |

受敘利亞語影響的例子
| 標準語       | 敘利亞語 | 敘利亞阿拉伯語      |
| ------------ | -------- | ------------------- |
| رمى          | شلف      | شلف                 |
| ماء          | مايو/مي  | مي                  |
| يد           | إيدِ      | إيدْ                 |
| خارج         | بار      | برّا                 |
| داخل         | جاو      | جوّا                 |
| متى؟         | إيمت؟    | إيمت/إيمتين؟        |
| حارس         | نوطور    | ناطور               |
| نعم          | إيه/إن   | إيه                 |
| هذه          | هوديه    | هيدي                |
| هؤلاء        | هولن     | هَوْ/ هول             |
| عائلة/آل     | بيت/بيث  | بيت                 |
| منزل/دار/بيت | بيت/بيث  | بيت                 |
| غبي          | غوشمو    | غشيم                |
| أيضًا أيضًا!   | أوف أوف! | أوف أوف! (في الزجل) |
| انظر/للاشارة | ليك/ليكا | ليك                 |